# Archboldomys luzonensis
Archboldomys luzonensis — вид гризунів родини Muridae, поширений лише на Філіппінах. Його природні місця існування включають субтропічні або тропічні сухі ліси. Йому загрожує втрата середовища проживання через лісозаготівлю.

## Опис
Дрібний гризун з довжиною голови й тулуба від 96 до 125 мм, довжиною хвоста від 60 до 80 мм, довжиною задніх лап від 26 до 29 мм, довжиною вух від 15 до 18 мм і масою до 47 г. Хутро довге, щільне, м'яке, злегка шерстисте. Колір верху темно-коричневий. Черевні частини темно-сірі з легкими жовтуватими або сріблястими відблисками. Підборіддя й частина горла позбавлені пігменту. Вуха маленькі, темно-коричневі, густо вкриті дрібними волосками. Вуса короткі. Задня частина ніг коричнева. Долоні рук світло-коричневі, а підошви ніг темно-коричневі. Хвіст коротший за голову й тіло, рівномірно темно-коричневий, знизу трохи світліший. Кожна лусочка оснащена 3 волосками. Руки маленькі, а стопи й пальці довгі й тонкі.

## Спосіб життя
Це наземний, денний і нічний вид. Харчується в основному черв'яками і м'якотілими безхребетними.